# Pawieł Paminczuk
Pawieł Jurjewicz Paminczuk (biał. Павел Юр'евіч Памінчук; ur. 17 lipca 1991) – białoruski zapaśnik walczący w stylu klasycznym. Zajął ósme miejsce na mistrzostwach Europy w 2016. Piąty w Pucharze Świata w 2016 roku.